# امبینت هاوس
امبینت هاوس، که در اواخر دهه ۱۹۸۰ پدیدار شد، زیرسبکی از موسیقی هاوس است که با تلفیق المان‌های موسیقی اسید هاوس و موسیقی امبینت ساخته می‌شود. قطعاتی که در سبک امبینت هاوس تنظیم می‌شوند به‌طور معمول از الگوهای ضربی چهار بر کف، سینث پد و وکال هائی که به صورت «اتمسفریک» درست شده‌اند، استفاده می‌کنند.

## هنرمندان بزرگ امبینت هاوس
- افکس توئین
- بایوسفر
- بردز آو کانادا
- گلوبال کامیونیکیشن
- جونو ری اکتور
- تتسو اینوئه
- کی‌ال‌اف
- دی اورب
- سیستم ۷
- یلو مجیک ارکسترا